# The Invisible Man Returns
The Invisible Man Returns is een Amerikaanse sciencefiction/horrorfilm uit 1940. De film is een vervolg op de film The Invisible Man, die was gebaseerd op het boek De onzichtbare man van H.G. Wells.

## Verhaal
Aan het begin van de film wordt een man genaamd Sir Geoffrey Radcliffe ter dood veroordeeld wegens moord op zijn broer Michael. Dit terwijl Radcliffe onschuldig is. Om hem te helpen injecteert dr. Frank Griffin, de broer van de originele onzichtbare man, Radcliffe met de onzichtbaarheidsvloeistof. Dankzij zijn onzichtbaarheid kan Radcliffe ontsnappen. Hij gaat op zoek naar de echte moordenaar en moet hem zien te vinden voordat het middel uitgewerkt raakt. Ondertussen wordt detective Sampson van Scotland Yard ingezet om Radcliffe op te sporen.
Radcliffe's familie bezit een mijn. De recentelijk ingehuurde mijnwerker Willie Spears krijgt binnen het bedrijf promotie, wat Radcliffe achterdochtig maakt. Hij achtervolgt Spears, en dwingt hem op te biechten wat hij weet. Volgens Spears is Richard Cobb, Radcliffe’s neef, de moordenaar. Radcliffe spoort Cobb op, en bereikt hem tegelijk met detective Sampson. Sampson schiet Radcliffe neer. Cobb komt om het leven wanneer er een kolenwagen op hem valt, maar voor zijn dood kan hij nog net de moord opbiechten.
Radcliffe wordt gevonden door Dr. Griffin, die hem een bloedtransfusie geeft, zodat de drug uitgewerkt raakt en de dokters Radcliffe kunnen behandelen aan zijn schotwond.

## Rolverdeling
| Acteur           | Personage                          |
| ---------------- | ---------------------------------- |
| Cedric Hardwicke | Richard Cobb                       |
| Vincent Price    | Geoffrey Radcliffe                 |
| Nan Grey         | Helen Manson                       |
| John Sutton      | Doctor Frank Griffin               |
| Cecil Kellaway   | Inspector Sampson of Scotland Yard |
| Alan Napier      | Willie Spears                      |
| Forrester Harvey | Ben Jenkins                        |

## Achtergrond
De film ging iets over het budget heen en kostte in totaal $270.000. Deze kosten werden ruimschoots gedekt door de opbrengsten van de vertoning.
In 1951 kwam er een remake van de film uit onder de titel Abbott and Costello Meet the Invisible Man.

## Prijzen en nominaties
In 1941 werd de film genomineerd voor een Academy Award voor beste special effects.